# Скално-култов комплекс Костенурките
„Скално-култов комплекс Костенурките“ е разположен край с. Фотиново (Община Кирково). Според проф. Ана Радунчева, каменните форми са дело на цивилизацията на Каменната епоха, обитавала Източните Родопи и създала повечето мегалитни обекти на територията на планината. Формите, издълбани в скалите край с. Фотиново, наподобяват корубите на водни костенурки, откъдето идва и условното наименование на т.нар. „светилище“. Скалните „костенурки“ са многобройни, като три от формите са ясно различими, от четвъртата са останали улеите, които маркират т.нар. „плавници“ и „глава“. Най-голямата сред „костенурките“ е с размери 7,6 m. х 5,35 m.

## Описание и особености
Обектът е разположен край автобусна спирка на шосето свързващо село Фотиново с Бенковски. Няколко изпъкнали форми оформени като коруби на костенурки, обиколени със скално изсечени улеи се открояват на повърхността. Костенурките заемат около 500 m2 площ. По повърхността на скалата могат да се разграничат общо 7 на брой коруби, като само една се различава от останалите 6. Тези шест форми са разположени една над друга, групирани по три улеите им се събират в две отделни точки. В перифериите на две от корубите са регистрирани кръгли отвори, които водят хоризонтално под повърхността. При проведеното кратко археологическо проучване от екипа на доц. Стефанка Иванова в отворите са намерени елементи от керамика, шлака и няколко речни валунчета със следи от обгаряне.
Според работната хипотеза на проф. Цанко Цанков тези структури са били използвани в праисторическите времена като леярна. Според проф. Цанков рудата е била поставяна върху корубите на костенурките, а върху нея е бил натрупван дървен материал, който е бил запалван и разтопеният метал се е стичал в улеите и е отвеждат до удобно място за събиране. Това според него обяснява и промените в скалната повърхност по корубите със следи от действие на много високи температури.
Проф. Ана Радунчева разглежда Скално-култовият комплекс „Костенурките“ като част от огромен комплекс, подчинен на духовната същност на праисторическия човек. Според нея светилищата, изградени на територията на Източните Родопи, са съставна част за духовното израстване на праисторическия човек на територията на Европа. Проф. Радунчева счита, че в края на IV хил. пр. Хр., когато е най-плътна мрежата от светилища, това място е било много посещавано, защото хората са се качвали до Източните Родопи по различни поводи от територията на целия Балкански полуостров. Според нея това, което е било разкрито по време на археологическите разкопки на култовите обекти като керамика, останки от артефакти в скалните ниши и светилищата, говори за произход от различни части на Балканите, а също и за керамика и предмети, произвеждани на север от р.Дунав.
Тази система от светилища според проф. Радунчева, в най-ниската си част е била култов център, без аналог на територията на Европа.
При теренните проучвания ръководени от доц. Стефанка Иванова е установено че улеите от костенурките водят на около 400 m. от обекта в посока Бенковски.